# Wilcoxia pollinosa
Wilcoxia pollinosa là một loài ruồi trong họ Asilidae. Wilcoxia pollinosa được Wilcox miêu tả năm 1972. Loài này phân bố ở vùng Tân Bắc giới.